# 200 г. пр.н.е.
200 година преди новата ера (пр.н.е.) е година от доюлианския (Помпилийски) римски календар. Това е първата година от 3 век пр.н.е..

## Събития

### В Римската република
- Консули са Публий Сулпиций Галба Максим (за II път) и Гай Аврелий Кота.
- Първи конфликти на ценоманите с Рим.[1]
- Луций Фурий Пурпурион побеждава разбунтуваните се инсубри с командир картагенския военачалник Хамилкар в битка при Кремона.
- Сенатът и центуриатното събрание гласуват за обявяване на война на Филип V Македонски. Начало на Втората македонска война.[2][3]
- Консулът Галба получава командването срещу Македония с два легиона и доброволци от кампаниите на Сципион Африкански. Птолемей V обещава да изпрати войници ако това бъде пожелано от него, а Атал I праща кораби за защитата на Атина.[2]

### В Гърция
- Кампания на Филип V в Тракия. Царят превзема крайбрежните птолемеиски владения Марония и Енос, както и градове като Кипсела и Дорискус. След това прекосява Хелеспонта и подлага на обсада Абидос.[3] По това време той се среща с римския пратеник Марк Емилий Лепид, но пренебрегва предупрежденията му да не посяга на птолемеиските владения и гръцките градове.[4]
- Въпреки ожесточената съпротива Абидос е превзет от Филип и подложен на брутално разрушение и плячкосване, което накланя мненията в много гръцки градове срещу македонския цар.[4]
- През есента консулът Галба дебаркира с войската си при Аполония и подготвя сухопътните си сили за зимуване, но изпраща морските си сили да извършват набези над македонските владения. Ахейците отказват да застанат на страната на Филип.[5]

## Родени
- Стратоника IV принцеса на Кападокия (умряла 135 г. пр.н.е.)

## Починали
- Евтидем I, цар на Гръко-бактрийското царство